# وثار مينديز
وثار مينديز (بالألمانية: Lothar Mendes) (و. 1894 – 1974 م) هو مخرج أفلام، وكاتب سيناريو ألماني، ولد في برلين، توفي في لندن، عن عمر يناهز 80 عاماً، بسبب مرض.

## وصلات خارجية
- وثار مينديز على موقع IMDb (الإنجليزية)
- وثار مينديز على موقع ألو سيني (الفرنسية)
- وثار مينديز على موقع أول موفي (الإنجليزية)
- وثار مينديز على موقع قاعدة بيانات الأفلام السويدية (السويدية)
- وثار مينديز على موقع قاعدة بيانات الفيلم (الإنجليزية)
- وثار مينديز على موقع كينوبويسك (الروسية)